# 哈拉哈达镇
哈拉哈达镇是中国内蒙古自治区赤峰市巴林左旗下辖的一个建制镇。

## 行政区划
哈拉哈达镇共辖以下地区：
小城子村、三胜村、哈拉哈达村、北房身村、大西沟村、下山湾村、全胜村、白音坝村。